# Pilea guirana
Pilea guirana är en nässelväxtart som beskrevs av Ignatz Urban. Pilea guirana ingår i släktet pileor, och familjen nässelväxter. Inga underarter finns listade i Catalogue of Life.